# Slag bij Sporting Hill
De Slag bij Sporting Hill vond plaats op 30 juni 1863 bij Camp Hill in Cumberland County, Pennsylvania.

## Achtergrond
In de laatste dagen van juni 1863 had de Zuidelijke luitenant-generaal Richard S. Ewell twee divisies en een cavaleriebrigade via Maryland naar Pennsylvania geleid. Hij had de opdracht gekregen om de hoofdstad van de Pennsylvania in te nemen, namelijk Harrisburg. Ewell had echter vertraging opgelopen toen hij de rivier de Potomac moest oversteken. Hierdoor kregen de Noordelijken meer tijd om te reageren. Na een dag rust in Chambersburg, Pennsylvania rukte Ewell verder op via de Cumberlandvallei naar Harrisburg.
Om de Harrisburg te verdedigen stuurde generaal-majoor Darius N Couch, bevelhebber van het Departement of the Susquehanna, eenheden naar Camp Hill. Arbeiders wierpen aarden wallen op en bouwden fortificaties. De twee grootste redoutes werden gekend als "Fort Couch" en "Fort Washington."

## De slag

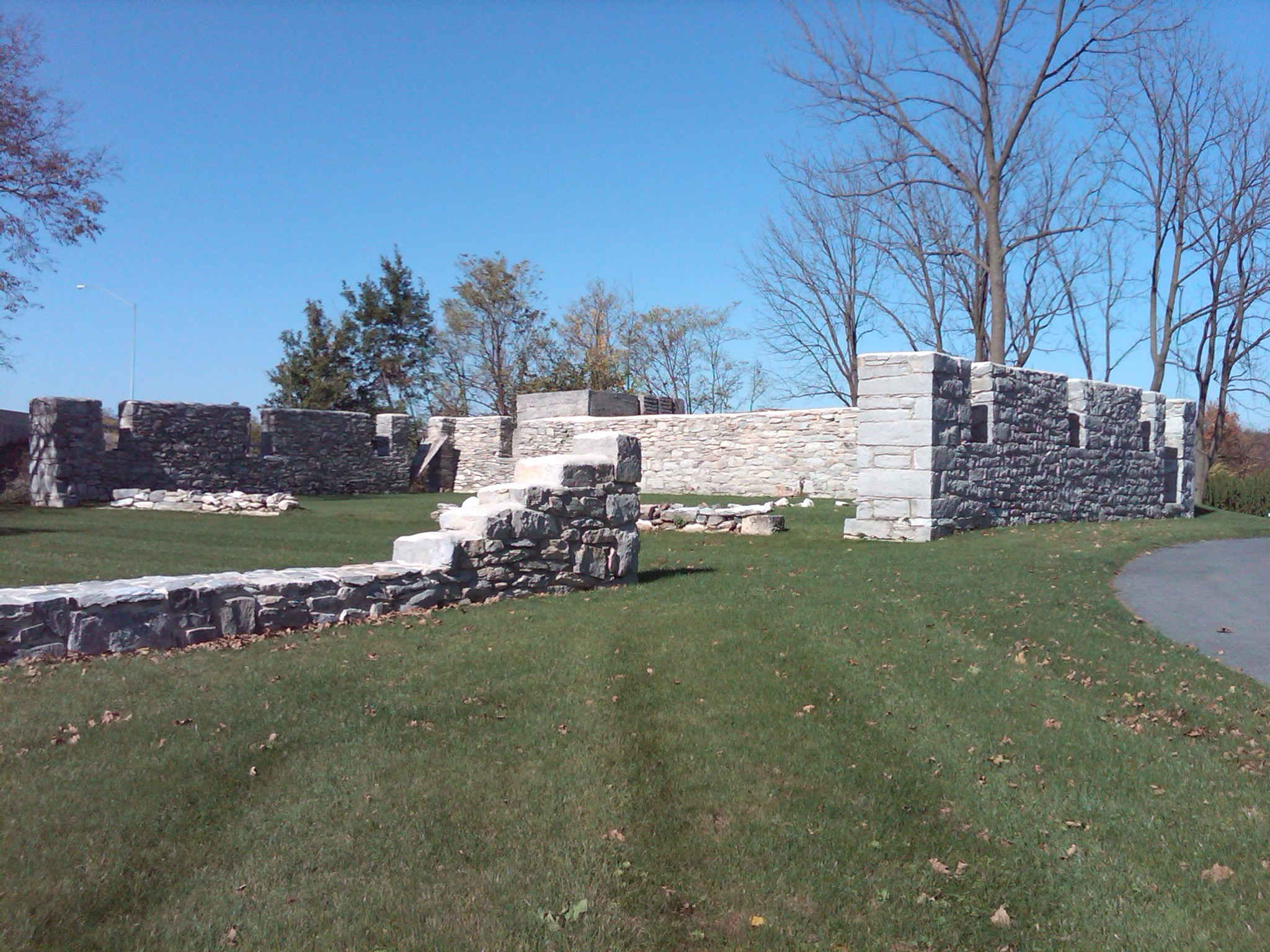
De restanten van de schuur van McCormick.

Op 28 juni voerde een Zuidelijke cavaleriebrigade onder leiding van brigadegeneraal Albert G. Jenkins een raid uit op Mechanicsburg, Pennsylvania. In de loop van de avond ontving generaal Robert E. Lee dat hij Noordelijke Army of the Potomac in een snel tempo oprukte door Maryland. Daarom werd Lee gedwongen om zijn Army of Northern Virginia samen te trekken in de omgeving van Gettysburg, Pennsylvania. Ewell staakte zijn opmars naar Harrisburg om en trok terug naar de Zuidelijke hoofdmacht.
Toch vocht Jenkins een kleine schermutseling uit met de 22nd en 37th New York Militia bij Sporting Hill in de omgeving van Camp Hill op 30 juni 1863. De Zuidelijken vuurden vanuit de boerderij van McCormick naar de Noordelijke stellingen bij Carlisle Pike. Een Zuidelijke flankeerbeweging mislukte. De Zuidelijken openden rond 17.00u het vuur met hun artillerie. Luitenant Perkins arriveerde op het slagveld met twee kanonnen en beantwoordde het vijandelijke vuur. Een voltreffer op de schuur van McCormick verjoeg de Zuidelijken. Ze trokken zich terug in de richting van Carlisle, Pennsylvania waar Ewells infanterie wachtte. Daarna marcheerden ze in zuidelijke richting naar Heidlersburg en Gettysburg.

## Gevolgen
De Zuidelijken verloren 16 doden en 20 tot 30 gewonden. De Noordelijken hadden 11 gewonden te betreuren.